# Здоровецька сільська рада
Здоровецька сільська рада — колишня адміністративно-територіальна одиниця та орган місцевого самоврядування у Ємільчинському районі Коростенської і Волинської округ, Київської та Житомирської областей Української РСР з адміністративним центром у селі Здоровець.

## Населені пункти
Сільській раді на час ліквідації були підпорядковані населені пункти:
- с. Здоровець

## Населення
Кількість населення ради, станом на 1931 рік, становила 721 особу.

## Історія та адміністративний устрій
Створена 25 січня 1926 року, як німецька національна сільська рада, в колонії Здоровець Чмілівської сільської ради Ємільчинського району Коростенської округи. Станом на 17 грудня 1926 року в складі ради числиться урочище Тлінне, котре, на 1 жовтня 1941 року, не перебуває на обліку населених пунктів.
Станом на 1 вересня 1946 року сільська рада входила до складу Ємільчинського району Житомирської області, на обліку в раді перебувало с. Здоровець.
Ліквідована 11 серпня 1954 року, відповідно до указу Президії Верховної ради Української РСР «Про укрупнення сільських рад по Житомирській області», територію ради та с. Здоровець приєднано до складу Горбівської сільської ради Ємільчинського району Житомирської області.